# Marinara

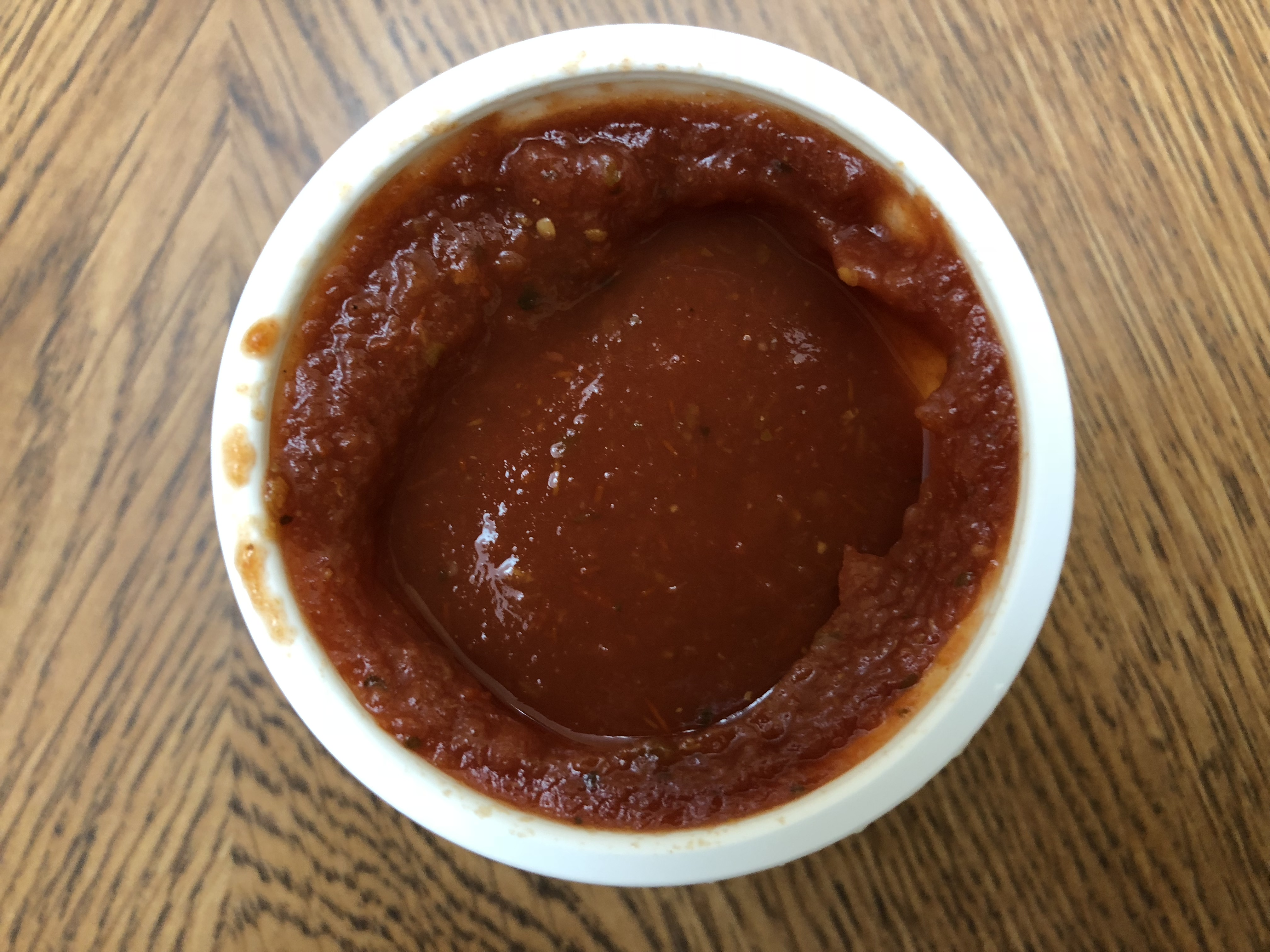
Otwarty kubek z sosem marinara

Marinara – włoski sos pomidorowy z dojrzałych pomidorów, cebuli i ziół. 

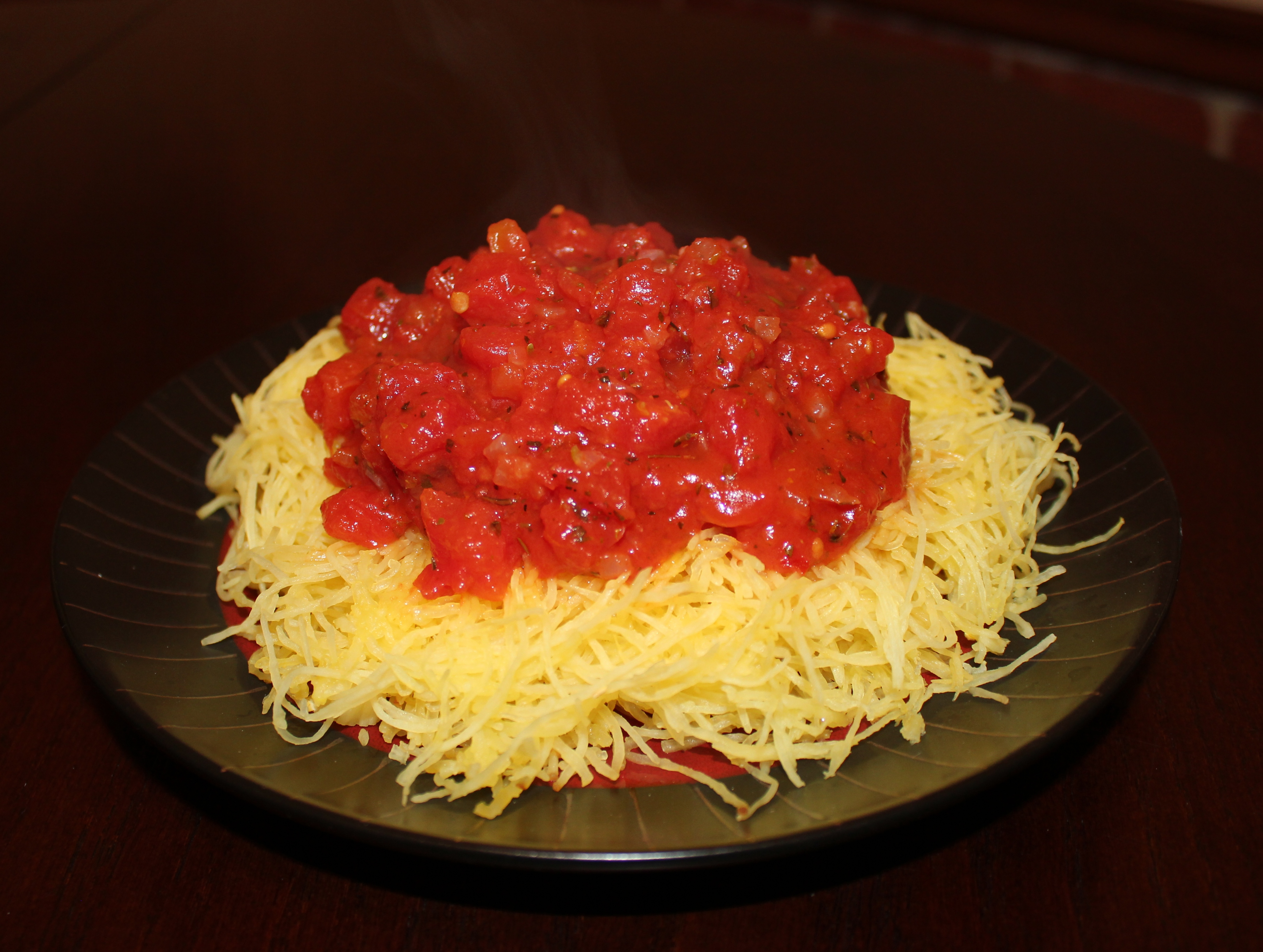
Spaghetti z sosem marinara

Sos może być samodzielnym dodatkiem do potraw (np. pizzy, makaronów, czy ryżu), jak również może stanowić bazę do przygotowywania innych sosów, np. z użyciem kaparów, oliwek, anchois, czy czerwonego wina. Pochodzi z Neapolu, ale rozpowszechnił się na całym świecie za sprawą kuchni włosko-amerykańskiej. Nazwa pochodzi od włoskiego marinaro, czyli marynarza – sos z zawierających dużo kwasu pomidorów był odporny na psucie się i chętnie zabierany na statki. Recepturę pierwszy spisał włoski szef kuchni Antonio Latini i wydał w 1692 i 1694.